# Agrartechnische Universität Westkasachstan
Die Agrartechnische Schänggir-Chan-Universität Westkasachstan (kasachisch Жәңгір хан атындағы Батыс Қазақстан аграрлық-техникалық университеті; russisch Западно-Казахстанский аграрно-технический университет имени Жангир хана) ist eine technische Universität in der kasachischen Stadt Oral.

## Geschichte
Da Anfang der 1960er Jahre im Zuge der sowjetischen Neulandkampagne viele qualifizierte Fachkräfte fehlten, wurde durch einen Erlass des Ministerrates der Kasachischen SSR vom 19. Juli 1963 die Hochschule als Landwirtschaftliches Institut Westkasachstan gegründet. Zunächst gab es am Institut drei Fakultäten für die Fachbereiche Agrarwissenschaften, Veterinärwesen und landwirtschaftliche Mechanisierung, an denen im ersten Jahr nach der Gründung 302 Studenten eingeschrieben waren. Die Einrichtung wurde in den folgenden Jahren um weitere Fakultäten erweitert. 1975 wurde ein kleiner Universitätscampus mit Studentenwohnheimen, einer Bibliothek und einer Cafeteria in Betrieb genommen.
Am 7. Mai 1996 wurde die Hochschule in Landwirtschaftliche Universität Westkasachstan umbenannt. Vier Jahre später wurde sie im Februar 2000 an die Staatliche Universität Westkasachstan angegliedert. Im November 2002 wurde sie wieder von der Universität getrennt und als Agrartechnische Universität Westkasachstan erneut eine eigenständige Hochschule. 2003 wurde sie nach Schänggir Chan benannt.

## Fakultäten
Die Universität umfasst folgende Fakultäten:
- Polytechnische Fakultät
- Fakultät für Ingenieurwissenschaften
- Fakultät für Wirtschaftswissenschaften
- Fakultät für Agronomie
- Fakultät für Veterinärmedizin und Biotechnologie